# Feilnersches Wohnhaus
Das Feilnerhaus oder Feilnersches Wohnhaus war ein spätklassizistisches dreigeschossiges Wohnhaus in Berlin-Kreuzberg. Es entstand 1829 in der Hasenhegerstraße 4 (ab 1848: Feilnerstraße) auf dem Gelände der Ofenfabrik von Tobias Feilner und C. F. W. Zimmermann nach Plänen von Karl Friedrich Schinkel.

## Geschichte
Der von einem Berliner Maurermeister und einem Zimmerermeister entworfene Plan für ein einfaches Bürgerhaus mit verputzter Fassade wurde durch Karl Friedrich Schinkel wesentlich überarbeitet. Er sah eine backsteinsichtige Fassade mit rasterförmig angeordneten Fenstern vor, wobei die Gliederung durch glasierte Ziegellagen und die Ornamentik durch reliefierte Fensterbrüstungsplatten in verschiedenen Motiven realisiert werden sollte. Aus Kostengründen beschränkte sich der Fabrikherr Tobias Feilner bei den von ihm hergestellten Terrakottaplatten auf ein einziges Motiv, das der Bildhauer Ludwig Wichmann modellierte. Auch auf das Innere des Hauses nahm Schinkel Einfluss, indem er den Anschluss zwischen Vorderhaus und Seitenflügel durch Diagonalräume zu gewinnen suchte – ein Vorhaben, das Feilner nur vereinfacht ausführen ließ.

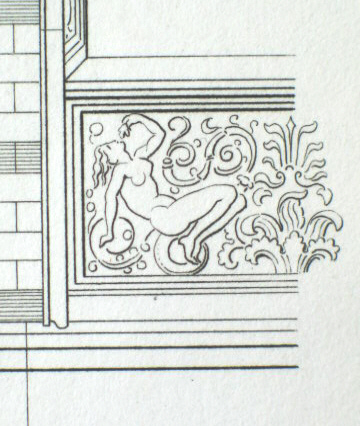
Brüstungsdetail, aus der Sammlung Architektonischer Entwürfe von Karl Friedrich Schinkel

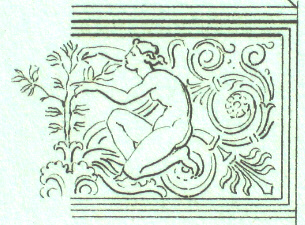
Brüstungsdetail

Das Haus wurde einschließlich der beiden Seitenflügel und eines Säulenganges, der zum Garten überleitete, bis Anfang 1830 fertiggestellt. Es stellt eines der wenigen bürgerlichen Wohnhausbauten Schinkels dar und gilt als Vorläufer der Bauakademie. Teile der Entwürfe zu diesem Wohnhaus nahm Schinkel in seine Sammlung architektonischer Entwürfe als Blätter 113 und 114 auf.
Tobias Feilner bewohnte das Gebäude nicht selbst, sondern vermietete die darin befindlichen sechs Wohnungen, u. a. an die Familie seines Schwiegersohns Ludwig Wichmann. Nach dem Tod Feilners erweiterte Wichmann 1845 den westlichen Seitenflügel um eine Bildhauerwerkstatt. Im Jahr 1860 kaufte der Orientmaler Wilhelm Gentz das Anwesen. Mehrere Besitzerwechsel führten zu einer kleingewerblichen Nutzung und zunehmender Vernachlässigung der Bausubstanz. Im Zweiten Weltkrieg brannte das Gebäude aus. Die Ruine wurde 1962 abgerissen und ein neues Quartier auf dem Grundstück gebaut. Der Architekt Rob Krier hatte sich bei der Gestaltung der Fassade Feilnerstraße 4 an das historische Vorbild des Feilnerhauses angelehnt, ein vollständiger Wiederaufbau war jedoch nicht vorgesehen. Das Wohnquartier bildet ein komplettes Neubauviertel unter der Bezeichnung Block Ritterstraße Nord, an deren Entstehen zahlreiche Architekten beteiligt waren. Das bis 1988 fertiggestellte Gebäudeensemble hat der Senat von Berlin unter Denkmalschutz gestellt.
Teile der originalen Bauornamentik befinden sich im Stadtmuseum Berlin und im Kreuzberg Museum.
Ein Unternehmen (Dornows Baukunst) plant in Zusammenarbeit mit Berliner Projektentwicklern eine bauliche Rekonstruktion des Gebäudes an anderer Stelle. Der Nachbau soll dann mehrere Wohnungen enthalten.